# Víkingur Reykjavík
El Knattspyrnufélagið Víkingur es un club deportivo de Reikiavik, Islandia. Fue fundado en 1908. Su sección de fútbol juega en la Úrvalsdeild Karla. El club cuenta con otras secciones deportivas como las de balonmano, tenis, tenis de mesa, karate y esquí. Todos los deportes incluyen tanto equipos masculinos como femeninos.

## Historia
Víkingur Reykjavik fue fundado el 21 de abril de 1908 con el propósito de comprar un balón para un grupo de niños de un barrio de Reikiavik. La reunión inaugural contó con 32 niños y se llevó a cabo en el sótano de Túngata 12. Entre los fundadores estuvieron Axel Andrésson (12 años), quien presidió la junta directiva; Emil Thoroddsen (9 años), secretario; Davíð Jóhannesson (11 años), tesorero; y otros como Páll Andrésson y Þórður Albertsson. Durante su primera década, el equipo solo perdió un partido, pero no ganó títulos debido a la falta de un equipo senior regular.
En 1918, Víkingur jugó su primer partido en el Campeonato de Islandia, logrando una victoria 5-0 sobre Valur. Dos años después, ganó su primer título, seguido de otro en 1924. Sin instalaciones propias durante sus primeros 40 años, el club tuvo su primera sede en Camp Tripoli, en Suðurgata (1947-1950). Posteriormente, se le asignó un terreno en Vatnsmýri, aunque resultó ser insuficiente. En 1953, comenzó la construcción de una sede en Hæðargarður, pero sin instalaciones deportivas adecuadas, los entrenamientos seguían realizándose en diferentes lugares de Reikiavik.
En 1971, Víkingur ganó su primera Copa de Islandia, venciendo 1-0 a UBK Kópavogur en la final. En 1976, el club recibió un terreno en Fossvogur, donde finalmente pudo desarrollar su sede e instalaciones deportivas. Entre 1981 y 1983, el equipo consiguió sus primeros títulos consecutivos de liga y supercopa. En 1984, los jugadores comenzaron a entrenar en Víkin, cuya construcción se completó en 1991.
En 2004, se inició la construcción del estadio en Víkin, inaugurado en 2005 con capacidad para 1.200 espectadores. En 2015, Víkingur clasificó para la UEFA Europa League tras terminar en la cuarta posición de la liga, su mejor resultado desde su campeonato en 1991. Desde entonces, el club ha continuado su crecimiento, consolidándose como un referente en el fútbol islandés.

## La institución

### Escudo
Þorbjörn Þórðarson, que era el presidente de la Vikingur en el período de 1943 a 1944, diseñó el escudo oficial del club. En el primer plano del escudo del Vikingur es una pelota de cuero del siglo XIX de color parduzco enmarcado con placas blancas que además tiene rayas rojas y negras en el fondo.

### Indumentaria
Los Vikings han jugado con camisetas a rayas rojo y negro desde los primeros años del club. El conjunto alternativo es blanco con una sola raya roja.

### Instalaciones
Las instalaciones y el campo de juego están localizados en Vikin en Reikiavik desde 1984.
La residencia del club siguió en 1988 y las instalaciones interiores fueron construidos en 1991, mejorando significativamente las instalaciones generales del club.
Vikin está situado en un entorno precioso en el distrito de Fossvogur (Bústaðahverfi), en el lado oriental tradicional de Reikiavik.

### Vikingsvöllur
La instalación deportiva en Vikin se construyó en 2004 y se terminó en 2005 y lleva el nombre de Vikingsvöllur. Posee capacidad para alrededor de 1.200 espectadores, con un montón de espacio disponible en los lados restantes para los transeúntes.

## Formación de Jóvenes
La puesta a punto de jóvenes de Víkingur es reconocido como uno de los mejores en Islandia para proporcionar a jóvenes talentos. Aunque no todos los graduados han llegado al primer equipo, muchos han disfrutado de una exitosa carrera en Islandia y en otros lugares. El programa de formación de jóvenes en Vikin también es notable por su contribución a los equipos nacionales sénior y juveniles, ofreciendo en los últimos años este tipo de jugadores excepcionales como Kári Árnason (Malmö FF), Sölvi Ottesen (Jiangsu Guoxin-Sainty), Kolbeinn Sigthórsson (Nantes), Aron Elís Þrándarson (Aalesunds FK), Óttar Magnus Karlsson (Ajax) y Julius Magnússon (Herenveen).

## Palmarés

### Sección de fútbol
- Primera División (7): 1920, 1924, 1981, 1982, 1991, 2021, 2023.
- Segunda División (5): 1969, 1971, 1973, 1987, 2010.
- Copa de Islandia (5): 1971, 2019, 2021, 2022, 2023.
- Supercopa de Islandia (4): 1982, 1983, 2022, 2024
- Campeonato de Reikiavik (5): 1940, 1974, 1976, 1980 y 1982.
- Campeonato de Primavera (1): 1951.

## Participación en competiciones europeas
| Competicion UEFA | Competicion UEFA          | Competicion UEFA   | Competicion UEFA      | Competicion UEFA | Competicion UEFA | Competicion UEFA |
| Temporada        | Torneo                    | Ronda              | Club                  | Casa             | Visita           | Global           |
| ---------------- | ------------------------- | ------------------ | --------------------- | ---------------- | ---------------- | ---------------- |
| 1972–73          | European Cup Winners' Cup | 1                  | Legia Warsaw          | 0–2              | 0–9              | 0–11             |
| 1981–82          | UEFA Cup                  | 1                  | Bordeaux              | 0–4              | 0–4              | 0–8              |
| 1982–83          | European Cup              | 1                  | Real Sociedad         | 0–1              | 2–3              | 2–4              |
| 1983–84          | European Cup              | 1                  | Rába ETO Győr         | 0–2              | 1–2              | 1–4              |
| 1992–93          | UEFA Champions League     | 1                  | CSKA Moskva           | 0 - 1            | 2–4              | 2–5              |
| 2015–16          | UEFA Europa League        | 1.ª Clasificatoria | FC Koper              | 0 - 1            | 2 - 2            | 2–3              |
| 2020–21          | UEFA Europa League        | 1.ª Clasificatoria | Olimpija Ljubljana    | –                | 1–2              | 1–2 (t. s.)      |
| 2022–23          | UEFA Champions League     | Ronda preliminar   | Levadia               | 6-1              |                  |                  |
| 2022–23          | UEFA Champions League     | Ronda preliminar   | Inter Club d'Escaldes | 1-0              |                  |                  |
| 2022–23          | UEFA Champions League     | 1.ª Clasificatoria | Malmö FF              | 2-2              | 2-3              | 5-6              |
| 2022–23          | UEFA Conference League    | 2.ª Clasificatoria | TNS                   | 2-0              | 0-0              | 2-0              |
| 2022–23          | UEFA Conference League    | 3.ª Clasificatoria | Lech Poznań           | 1-0              | 1-4 (t.e.)       | 2-4              |
| 2023-24          | UEFA Conference League    | 1.ª Clasificatoria | Riga FC               | 1-0              | 0–2              | 1-2              |
| 2024-25          | UEFA Conference League    | 2.ª Clasificatoria | KF Egnatia            | 0-1              | 2-0              | 2-1              |
| 2024-25          | UEFA Conference League    | 3.ª Clasificatoria | Flora Tallin          | 1-1              | 2-1              | 3-2              |
| 2024-25          | UEFA Conference League    | Play-off           | UE Santa Coloma       | 5-0              | 0-0              | 5-0              |
| 2024-25          | UEFA Conference League    | Fase Liga          | Omonia Nicosia        |                  | 0-4              |                  |
| 2024-25          | UEFA Conference League    | Fase Liga          | Cercle Brugge         | 3-1              |                  |                  |
| 2024-25          | UEFA Conference League    | Fase Liga          | Borac Banja Luka      |                  |                  |                  |
| 2024-25          | UEFA Conference League    | Fase Liga          | Noah                  |                  |                  |                  |
| 2024-25          | UEFA Conference League    | Fase Liga          | Djurgardens IF        |                  |                  |                  |
| 2024-25          | UEFA Conference League    | Fase Liga          | Lask Linz             |                  |                  |                  |